# Lecksegel

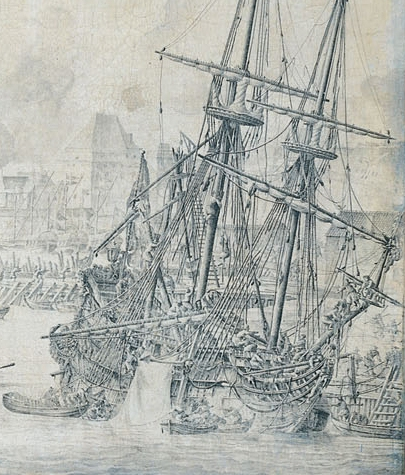
Reparatur von Einschüssen unterhalb der Wasserlinie auf einem niederländischen Ostindienfahrer in der Schlacht in der Bucht von Bergen mit einem Lecksegel

Als Lecksegel (in der Seeschifffahrt) oder Leckkleid (in der Binnenschifffahrt) bezeichnet man ein großes Tuch, mit dem man ein Leck in der Außenhaut eines Schiffes provisorisch abdichten kann.

## Einzelheiten
Ein Lecksegel ist ein etwa 10 × 15 m großes Tuch aus besonders dickem, wasserundurchlässigem und reißfestem Segeltuch oder Persenning. Das Tuch hat an den Außenkanten zahlreiche besonders reißfest eingearbeitete Ösen. Kommt es zu einem Leck im Schiff – zum Beispiel durch massive Grundberührung – so wird das Lecksegel am Bug des Schiffes mit Hilfe von vier Leinen (zwei vorne und zwei hinten) zu Wasser gelassen, und vom Bug des Schiffes – je nach Größe des Lecks – von der Besatzung oder von der hydraulischen Winde des Ankerspills unter den Rumpf des Schiffes über das Leck gezogen. Bei professioneller Anwendung wird damit das Leck zumindest so weit verschlossen, dass die vorhandene Pumpenkapazität reicht, um ein weiteres Ansteigen des Wassers im Schiffsinnenraum zu verhindern, bzw. das eingedrungene Wasser abgepumpt und der nächste Hafen (die nächste Werft) angesteuert werden kann.

## Leckschirm
Der Leckschirm hat die gleiche Funktion wie ein Lecksegel. Er wird wie ein Regenschirm von innen durch das Leck gesteckt und dann außen auseinander gefaltet und von innen an die Außenhaut gezogen.